# Ernest Coumet
Ernest Coumet, né le 5 septembre 1933 à  Hasparren et mort le 3 janvier 2003 à Paris 14e, est un historien des sciences et épistémologue français et animateur de séminaires au Centre Alexandre Koyré et à l’École des hautes études en sciences sociales (EHESS).

## Biographie
Ernest Coumet est originaire des Basses-Pyrénées et plus précisément du Pays basque. Il obtient en 1958 un diplôme d'études supérieures (DES) avec un mémoire sur le « comportement inductif » à la faculté de Lettres et Sciences humaines de Bordeaux et devient agrégé de philosophie en 1960.
Tout d’abord professeur au lycée Lamoricière à Oran, il devient pensionnaire à la Fondation Thiers en 1962, puis attaché de recherches au CNRS en 1965. En 1963 il commence à fréquenter le Centre Condorcet où il fait la connaissance décisive de Georges-Théodule Guilbaud. Il a un fils en 1967; son épouse décédant en 1968.
En 1968 il soutient une thèse sur Mersenne, Frénicle et l’élaboration de l’analyse combinatoire dans la première moitié du XVIIe siècle, sous la direction de Pierre Costabel.  Il devient maître-assistant à l’université Paris-X (Nanterre) puis à Paris I (Panthéon-Sorbonne) en philosophie et épistémologie.
En 1977 il est élu directeur d’études à l’École des hautes études en sciences sociales (EHESS) et accueilli par le centre Alexandre-Koyré où il dirige à partir de 1980 un séminaire d’histoire des sciences à l’âge classique et réanime la Revue de synthèse.
En 1982 il crée et anime avec Marc Barbut et Bernard Bru, au sein du Centre de mathématiques sociales (CMS) de l’EHESS le séminaire d’Histoire du calcul des probabilités dans lequel vont se rencontrer et publier historiens, économistes, sociologues et mathématiciens, européens et américains.
Dès le début des années 1990, Coumet lutte contre plusieurs maladies et en meurt en janvier 2003 ; il avait pris sa retraite en 1998 mais, bien qu’ayant abandonné peu après la direction du séminaire d’Histoire des probabilités, il continua à en être l’animateur.

## Histoire des sciences et épistémologie
L'œuvre de Coumet s'organise autour de trois grands axes de recherches : la logique au XIXe siècle (Boole, Venn, Lewis Carroll) ; l'histoire de la combinatoire et des probabilités aux XVIe et XVIIe siècles  (ce qui rejoint le travail de Georges-Théodule Guilbaud), offrant en particulier une nouvelle lecture des travaux de Blaise Pascal, autour de la question du pari et de la géométrie du hasard, à la lumière de la Théorie des jeux et du rôle fondamental de la culture juridique; l'histoire de l’histoire des sciences, dans la lignée de Gaston Bachelard et Alexandre Koyré, en particulier avec des réflexions sur l’œuvre de Paul Tannery, Pierre Duhem et Auguste Comte. 
L'article de Coumet « La théorie du hasard est-elle née par hasard ? », significativement publié en 1970 dans la revue de l’École des Annales, a été pour toute une génération d’historiens des sciences le manifeste d’une nouvelle histoire qui mettait à l’œuvre, les approches internalistes et externalistes en débat, et habituellement opposées, à l’époque. C’est cette conception de l’épistémologie historique qu’Ernest Coumet a diffusée pendant 25 ans dans ses séminaires de l’EHESS, un lieu où il fut un « marginal » dans cette École « marginale ».

## Publications
Ernest Coumet  a rédigé une cinquantaine d'articles de recherche et de communications (29 publiés et 23 non publiés) listés dans le no 122 de 2001 de Revue de Synthèse.
En particulier :
- « Les jeux de hasard sont-ils une invention du diable ? », Mathématiques et Sciences humaines, vol. 6,‎ 1964, p. 23–24.
- « La théorie du hasard est-elle née par hasard ? », Annales. Économies, Sociétés, Civilisations, vol. 3, no mai-juin,‎ 1970, p. 574–598.
- « Alexandre Koyré. La Révolution scientifique introuvable ? », dans Pietro Redondi (dir.), Science. The renaissance of a history. Proceedings of the international conference Alexandre Koyré, Paris, Collège de France, 10-14 june 1986, n° spéc. de History and Technology, vol. IV, 1-4, 1987, p. 497–529.
- 1998 – Auguste Comte. Le calcul des chances, aberration ridicule de l’esprit humain, colloque « Auguste Comte et l’idée d’une science de l’homme », org. Michel Bourdeau, François Chazel, Annie Petit et Bertrand Saint-Sernin, Paris, 26-27 novembre 1998.

Ses articles publiés et sa thèse (inédite) ont été reproduits dans :
- Thierry Martin (éd.) et Sophie Roux (éd.), Œuvres d'Ernest Coumet, t. 1, Besançon, Presses universitaires de Franche-Comté, 2016, 610 p. (ISBN 978-2-84867-563-3).
- Catherine Goldstein (éd.), Œuvres d'Ernest Coumet, t. 2, Besançon, Presses universitaires de Franche-Comté, 2019, 460 p. (ISBN 978-2-84867-662-3).